# Koløy
Koløy est une commune et une île dans le landskap Sunnhordland du comté de Vestland. Elle appartient administrativement à Fitjar.

## Géographie
Rocheuse et couverte d'arbres, elle s'étend sur environ 665 m de longueur pour une largeur approximative de 503 m. Elle compte plusieurs quais d'amarrage et quelques maisons. 